# Tim Koleto
Tim Koleto (auch Takeru Komatsubara 小松原 尊, * 17. Juni 1991 in Kalispell, Montana, Vereinigte Staaten) ist ein US-amerikanisch-japanischer Eiskunstläufer, der im Eistanz antritt. Seit 2016 bildet er ein Eistanzpaar mit seiner Ehefrau Misato Komatsubara. Zusammen gewannen sie fünfmal die Japanischen Eiskunstlauf-Meisterschaften und vertraten Japan bei den Olympischen Winterspielen 2022.
Bei seiner Heirat mit Misato Komatsubara nahm er den Nachnamen seiner Frau an sowie den japanischen Vornamen Takeru. In internationalen Wettbewerben wird er weiterhin unter dem Namen Tim Koleto geführt.

## Sportliche Karriere
Koleto begann 1998 mit dem Eiskunstlauf. Er trat zunächst im Einzellauf an und nahm an den US-amerikanischen Jugendmeisterschaften 2012 teil, wo er den 6. Platz belegte. Er wechselte zum Eistanz und trat zuerst mit Yura Min für Südkorea an, später mit Thea Rabe für Norwegen. Mit Min gewann er die Südkoreanischen Meisterschaften 2014.
2016 begann Koleto, mit Misato Komatsubara zu trainieren. Bei ihrer ersten gemeinsamen Teilnahme an den Japanischen Meisterschaften gewannen sie die Bronzemedaille, im folgenden Jahr die Silbermedaille und in den Jahren 2019 bis 2022 vier Goldmedaillen in Folge. Bei den Olympischen Winterspielen 2022 belegten sie den 22. Platz. Außerdem nahmen sie am Teamwettbewerb teil und trugen zur Silbermedaille des japanischen Teams bei.

## Ergebnisse

### Mit Misato Komatsubara für Japan
| Meisterschaft / Saison                                                                 | 2016/17 | 2017/18 | 2018/19       | 2019/20 | 2020/21       | 2021/22 | 2022/23 | 2023/24 |
| -------------------------------------------------------------------------------------- | ------- | ------- | ------------- | ------- | ------------- | ------- | ------- | ------- |
| Olympische Winterspiele                                                                |         |         |               |         |               | 22.     |         |         |
| Weltmeisterschaften                                                                    |         |         | 21.           | A       | 19.           |         |         |         |
| Vier-Kontinente-Meisterschaften                                                        |         | 10.     | 9.            | 11.     |               |         | 7.      |         |
| Japanische Meisterschaften                                                             | 3.      | 2.      | 1.            | 1.      | 1.            | 1.      | 2.      | 1.      |
| Grand-Prix-Serie / Saison                                                              | 2016/17 | 2017/18 | 2018/19       | 2019/20 | 2020/21       | 2021/22 | 2022/23 | 2023/24 |
| Cup of China                                                                           |         |         |               | 10.     |               |         |         |         |
| NHK Trophy                                                                             |         | 10.     | 8.            | Z       | 1.            | 7.      | 9.      | 9.      |
| Cup of Russia                                                                          |         |         | 8.            |         |               |         |         |         |
| Skate America                                                                          |         |         |               |         |               | 6.      |         |         |
| Skate Canada                                                                           |         |         |               |         |               |         | 7.      |         |
| Challenger-Serie + Sonstige / Saison                                                   | 2016/17 | 2017/18 | 2018/19       | 2019/20 | 2020/21       | 2021/22 | 2022/23 | 2023/24 |
| Asian Open                                                                             |         |         | 3.            | 9.      |               | Z       |         |         |
| Autumn Classic                                                                         |         |         |               | Z       |               |         |         |         |
| Lombardia Trophy                                                                       |         | 8.      |               |         |               |         |         |         |
| U.S. Classic                                                                           |         |         | 3.            |         |               |         | 7.      |         |
| Warsaw Cup                                                                             |         |         |               |         |               | Z       |         |         |
| Teamwettbewerb / Saison                                                                | 2016/17 | 2017/18 | 2018/19       | 2019/20 | 2020/21       | 2021/22 | 2022/23 | 2023/24 |
| Olympische Winterspiele                                                                |         |         |               |         |               | 2. (T)  |         |         |
| World Team Trophy                                                                      |         |         | 2. (T) 6. (P) |         | 3. (T) 5. (P) |         |         |         |
| A = Wettbewerb abgesagt; Z = zurückgezogen T = Teamergebnis; P = persönliches Ergebnis |         |         |               |         |               |         |         |         |

### Mit Thea Rabe für Norwegen
| Wettbewerb / Saison | 2015/16 |
| ------------------- | ------- |
| Warsaw Cup          | 8.      |
| Volvo Open Cup      | 3.      |
| Open d’Andorra      | 8.      |

### Mit Yura Min für Südkorea
| Meisterschaft / Saison          | 2013/14 | 2014/15 |
| ------------------------------- | ------- | ------- |
| Vier-Kontinente-Meisterschaften | 10.     |         |
| Nebelhorn Trophy                |         | 8.      |
| Bavarian Open                   | 10.     |         |
| Cup of Nice                     |         | 5.      |
| Ukrainian Open                  | 9.      |         |
| Südkoreanische Meisterschaften  | 1.      |         |